# Ulla Hodell
Ulla Greta Björnsdotter Gregaard f. Hodell (født 22. oktober 1925 i Stockholm, død 21. august 2009 i København) var en svensk skuespillerinde og revyinstruktør.
Hun blev ansat som revyskuespiller ved Casinoteatern, hvor hun også var medinstruktør på revyen Sista skriket fra 1943, og som skuespiller ved Chinateatern. Hun var datter af revyforfatteren Björn Hodell, søster til forfatteren Åke Hodell og tvillingerne Lasse og Olle Hodell. Ulla Hodell giftede sig i 1947 med den danske teaterdirektør Peer Gregaard og flyttede til Danmark.

## Filmografi
- Sigge Nilsson och jag (1938)
- Skanör-Falsterbo (1939)
- Mot nya tider (1939)
- Swing it, magistern! (1940)
- Lärarinna på vift (1941)
- Blåjackor (1945)
- Åh, alla dessa grabbar (1945)

## Teater
| År   | Rolle | Produktion                            | Instruktør    | Teater        |
| ---- | ----- | ------------------------------------- | ------------- | ------------- |
| 1936 |       | Resan till leksaksland Guido Valentin | Calle Flygare | Södra Teatern |